# 紫色地平線
《紫色地平線》為1971年越南共和國戰爭電影，於1971年上映，片長90分鐘，由黎煌華執導，美雲電影公司和聯影公司出品及製作，美雲電影公司和國家電影中心發行，雄強、金悅、夢璇、何玄之、陳杜恭主演。本片根據作家文光的同名小說改編，並得到越南共和國軍全力協助拍攝，也是導演黎煌華其中一部電影代表作。

## 劇情介紹
擁有機槍射擊天賦的下士飛在一場激戰中受傷，並被診斷為失去一根手指而無法再作戰。由於飛懂得開車，他被分配到後方服役，擔任團長樂中校的私人司機，暫時遠離戰火硝煙。樂中校有兩個非常漂亮的女兒，她們都暗戀著飛，但飛不感興趣也不為所動，因為他的心裡已經有了茶室歌手蓮。對於許多入伍的年輕人來說，像飛這樣的士兵司機是他們的夢想。他們甚至還要為錢煩惱當「哨兵」為後方服務。但飛不同，平靜的日子每天帶著愛人逛街、吃飯、觀光，只會讓飛感到焦躁和無聊。當傷勢痊癒後，飛主動要求重返戰場。
沒有了飛，在後方，蓮被逼與一個卑鄙、好鬥、粗魯和嫉妒的富翁住在一起。首都西貢每天都有學生和佛教徒在街頭示威，氣氛沸騰。他們對吳廷琰政府打壓佛教徒的政策表示極度不滿。但政府沒有回應，於是各地爆發騷亂。僧人釋廣德在西貢市中心自焚後，情況變得更嚴重。
以楊文明中將為首的多位將領決定推翻吳廷琰。政變將領們帶著戰車和強大的軍隊圍攻獨立宮。1963年11月1日政變發生時，總統府發出緊急命令，動員忠誠的軍隊立即保護獨立宮，鎮壓政變勢力。飛認為手上的槍只能向敵人發射子彈，不能向同級的人射擊，他的使命就是把槍指在前面保衛國家。就在追尋思緒的過程中，飛猝不及防被政變部隊的槍手開槍射擊，子彈卡在了他的手臂上。飛受了重傷並試圖爬回去蓮的住所，並在門口喊道。
由於失血過多，當蓮打開門時，飛倒下了。驚惶失措的蓮立即進行急救，包紮傷口並將飛放在床上，其後飛脫離生命危險。此時，飛向蓮表達了他想帶蓮去紫色地平線的願望，在那裡兩人將遠離塵世，無人打擾，沉浸在甜蜜永恆的愛中。蓮對飛的計劃也很興奮，並發誓等他傷勢好了之後一定要跟他一起去那個美麗的地方。
沒想到兩人的意圖都被躲在門外的兄妹聽到了。早上，蓮打開了收音機，西貢廣播電台不斷播放廣播，號召所有士兵立即向所屬部隊報到。楊文明將軍派系政變成功。等飛接到電話離開後，蓮的丈夫突然衝進來質問她。並出於嫉妒刺死了蓮。

## 演員陣容
| 角色名稱 | 演員     | 備註     |
| -------- | -------- | -------- |
| 飛       | 雄 強    | 陸軍下士 |
| 蓮       | 金 悅    |          |
| 鸞       | 夢 璇    |          |
| 鳳       | 青 蘭    |          |
|          | 映 娥    |          |
| 田       | 保 恩    |          |
|          | 玉 德    |          |
| 新       | 何玄之   |          |
|          | 可 能    |          |
| 樂中校   | 陳杜恭   |          |
|          | 玉 夫    |          |
|          | 松 林    |          |
|          | 春 發    |          |
| 飛母     | 沙瀝五婆 |          |

## 獎項

### 獲獎
- 第17屆亞洲影展（1971年）[1][2]

- 「最佳藝術意境獎」

## 外部連結
- 互联网电影数据库（IMDb）上《紫色地平線》的资料（英文）